# California (Santander)
California es un municipio colombiano, ubicado en el departamento de Santander. Pertenece a la provincia de Soto. Tiene bajo su jurisdicción un centro poblado: La Baja.

## Geografía

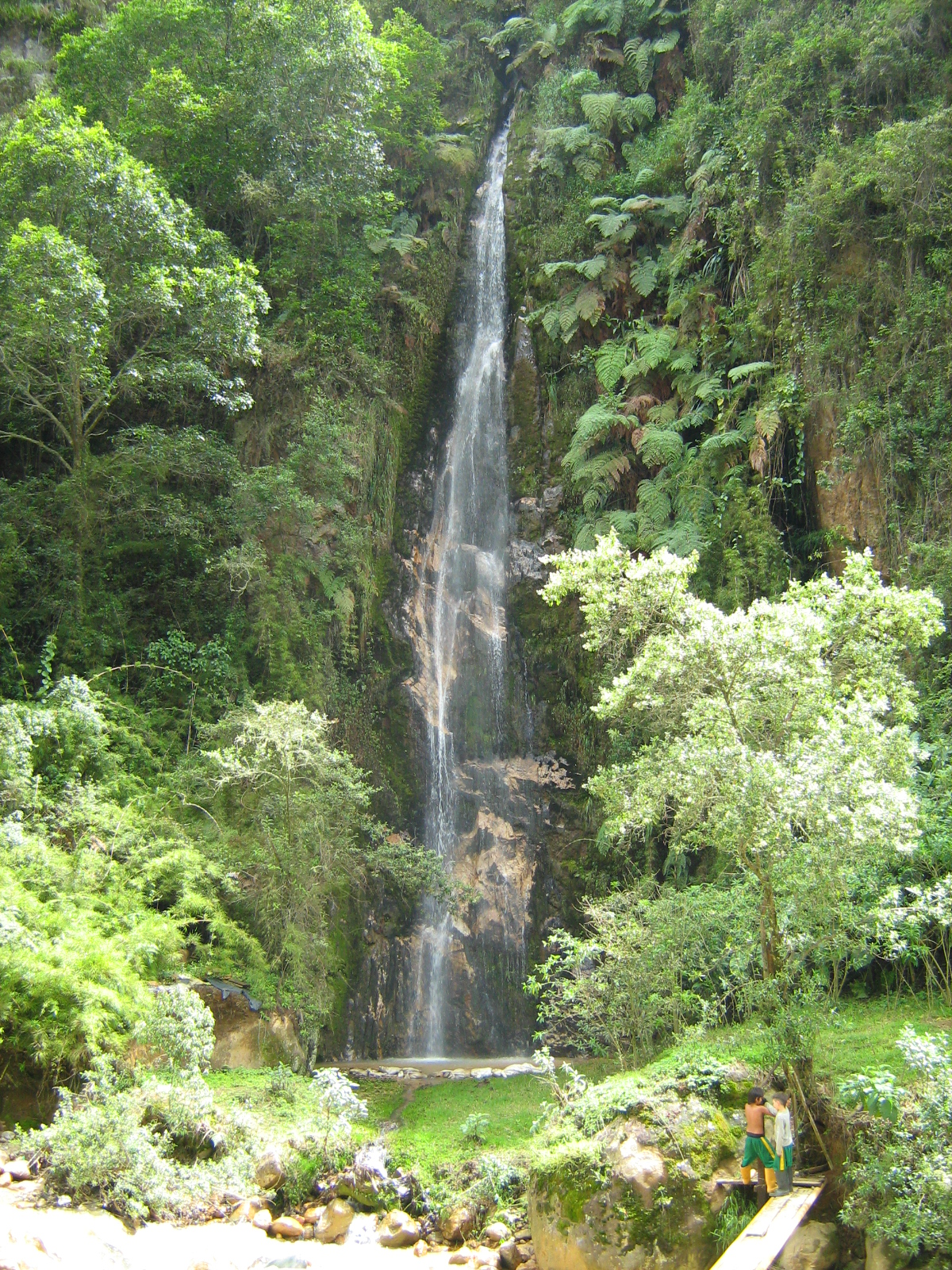
Cascada de California.

El municipio de California se encuentra ubicado en la provincia de Soto Norte, a 51 km al noreste de la ciudad de Bucaramanga, pasando por los municipios de Matanza y Suratá, con 20 km de vía pavimentada y el resto por vía carreteable sin pavimentar. 
Geográficamente se localiza a 7°21′ de latitud norte y 72°57′ de longitud oeste. Cuenta con una extensión de 5.260 ha (52,6 km²) y limita al norte con el municipio de Suratá y el Departamento de Norte de Santander, por el oriente con el Municipio de Vetas y por el occidente y sur con el Municipio de Suratá.
El Municipio de California se localiza en una de las estribaciones de la Cordillera Oriental del Sistema Montañoso Andino Colombiano, con topografía ondulada y quebrada, con pendientes fuertes desde inclinadas hasta escarpadas (ver mapa Topográfico D1).
El perímetro urbano se encuentra a una altitud promedio de 2005 m s. n. m., aunque en el territorio se presentan altitudes hasta de 4000 m s. n. m., su temperatura promedio es de 17 °C, oscilando entre los 13 y los 20 °C. Predomina el clima templado semihúmedo con dos períodos de lluvia: marzo – mayo y octubre – noviembre. Los suelos son de textura franco arenosa, superficiales, y con buen a excesivo drenaje. 
Hidrológicamente pertenece a la Cuenca Superior del Río Lebrija, Subcuenca Río Surata, microcuenca del Río Vetas. Su principal corriente de agua es la Quebrada La Baja, con afluentes menores como la quebrada Angosturas, Páez, San Juan, Agua Limpia, entre otros, dicho sistema de drenaje vierte sus aguas al río Vetas. En la zona de Páramo se encuentra ubicada la Laguna de Páez.

## Paso de José Celestino Mutis por California
El 29 de julio de 1765, ante el escribano Juan Ronderos, se constituyó en Santa Fe de Bogotá, una compañía para explotar la Mina nombrada San Antonio, situada en la Montuosa Baja, jurisdicción de la ciudad de Nueva Pamplona (Santander). Integraron la compañía los señores Pedro Escobedo, Caballero de la Orden de San Juan, Manuel Romero, Oidor de la Real Audiencia, José Celestino Mutis, médico de Cámara del Virrey, Dr. Jaime Navarro, cirujano de Cámara del Virrey, Pedro de Urgate y José Quevedo, propietarios de la Mina. La escritura fue autorizada, además, por el Bailio Frey Pedro Messia de la Cerda, Virrey del Nuevo Reino de Granada".
Llama mucho la atención que tanto el médico como el cirujano de Cámara se asocian en una aventura minera. Con el consentimiento del Virrey Pedro Messia de le Cerda, Mutis se desprende de la corte virreinal e inicia su actividad de minero privado. Un enorme giro en su vida. Tal vez soñaba con conseguir fortuna en esta muy dura actividad. El día martes 30 de septiembre de 1766 escribe en su diario “Llegué a mi deseado destino del Real de la Montuosa Baja en las vetas de Pamplona (35 kilómetros al occidente de Pamplona). Aunque yo venia bastantemente informado de la infelicidad del sitio por D. Jaime Navarro, que había vivido en él cerca de un año, nunca pude formar juicio cabal ni hacer concepto de lo que es el sitio en realidad ... ”. Y continua escribiendo “Mi condescendencia en venir a este voluntario destierro, abandonando la comodidad de la corte, abandonando digo las delicias de mi gabinete, la racionalidad y la cultura, tal cual es, la de aquella ciudad, mis intereses; ella me ha traído a conocer la miseria de las Indias, miserias verdaderamente increíbles, pero ciertas, y no ignoradas de los europeos que habitan por estas minas”. Es en la Montuosa en donde Mutis escribe que, “Santafé es una ciudad dormida, aunque centro de gobierno, aislada del mar, jaula de intrigas palaciegas y de chismes callejeros; de perjuicios de nobleza, de categorías sociales y de presunciones de intelectualidad”. Sin embargo, solo cuando tuvo que habitar una casucha en la Montuosa, Mutis advirtió que Santafé era Corte. 
Mutis choca contra una realidad que distaba mucho de ser lo que le habían prometido y se lamentaba escribiendo en su diario “en el denominado Páramo Rico se descubrieron grandes y gruesas vetas de oro y plata. La tradición oral de aquellas tierras marra que se recogía por los caminos del Páramo, oro grueso suficiente para llenar varias alforjas en un solo día. En las minas de la Montuosa se levantaron varios ingenios para moler sus rocas y beneficiar el oro y la plata. De la tierra de Suratá se escribía que era tan rica “que toda ella es una pasta de oro y plata y otros metales”. Fray Pedro Simón en 1.625 mencionaba que “en la Baja se montaron siete ingenios cuyos restos se ven aún en el terreno cubierto de árboles.
Considero necesario mencionar, que las fortunas fáciles desembocaron en la locura colectiva. Se importaron caballos de pura sangre a los cuales se les colocaban herraduras de plata y vestidos de seda. Por tal motivo se acuñó el término de “Pamplonilla la Loca”. Este oropel, fue el que atrajo la atención de Mutis y sus socios. Oropel, puesto que a su llegada, hacia más de 200 años que estas minas se trabajaban y el mineral de fácil extracción, había sido ya retirado. En 1.644 un terremoto destruye Pamplona y las minas fueron abandonadas hasta que en los años 1.760 Pedro de Urgate y José Antonio Quevedo adquieren las minas y deciden ponerlas en actividad. Siempre, regresar a donde ha existido una gran riqueza mineral, ha sido un buen negocio. Pero es necesario aplicar nuevas tecnologías y nuevas ideas para intentar beneficiar materiales que posean reservas minerales. 
Mutis se establece como minero en La Real de la Montuosa en 1.766. Ese mismo año arriba su hermano Manuel quien asume el papel de abastecedor de las minas. En 1.769 Manuel Mutis Bosio contrae matrimonio con María Ignacia Consuegra en Bucaramanga. De esta unión nace en 1.773 Sinforoso Mutis Consuegra, el sobrino que le produjo a José Celestino más de un dolor de cabeza..Cuando llegó Mutis a La Montuosa, por espacio de 200 años ya se había raspado la capa superficial, la capa aflorante que por mucho tiempo geológico había sufrido los efectos de la meteorización y de la erosión y que permitía la fácil y rápida recolección del mineral aurífero y argentífero utilizando sistemas primitivos de lavado. En términos más sencillos, con el transcurso del tiempo el material superficial se había “podrido” y ello facilitaba el extraer de él el Oro y la Plata con procesos muy sencillos de lavado. Al terminarse el material superficial de fácil beneficio, quedaban el filón inalterado que corresponde a rocas ígneas graníticas con vetas enriquecidas en sulfuros auríferos y argentíferos que podían llegar a presentar hasta 80 centímetros de espesor. Para extraer el oro y la plata de estas rocas, es necesario hoy en día aplicar métodos de tostión, cianuración, flotación y/o amalgamación que no se conocían en 1.766. Para Mutis fue muy fácil advertir que las circunstancias le eran adversas. 
La Montuosa, la mina de la cual se había extraído significativas cantidades de minerales, se encontraba en lamentable estado después de haber sido abandonada durante mucho tiempo. La actividad minera que encontró Mutis, rayaba en el límite de lo económico. El trabajo minero que se observaba (y aún hoy se observa) eran enormes zanjones que podían llegar a tener un kilómetro de longitud y una profundidad variable entre 4 y 15 metros. También hoy se observaba un canal por el cual desviaban el agua de quebradas cercanas para el lavado del material, así como inmensos estanque para el almacenamiento del agua. Mutis intuyó que el que pudiera encontrar un modo rápido y económico de beneficiar los minerales devolvería el esplendor a estas minas. Mutis nunca perdió contacto con la Academia Europea y por ello estaba enterado de las investigaciones sobre metalurgia de amalgamación que adelantaba el Barón de Bor. Así mismo, tenía contacto con los centros más avanzados en química y metalurgia como eran los de Francia, Sajonia y Austria. 
El contacto con la dura realidad minera en la Montuosa en donde se aplicaban métodos mineros muy primitivos llevó a Mutis a proponer más tarde la fundación de una Escuela de Minas a imagen del exitoso Colegio de Minería de México. Mutis comprendíó que parte del problema consistía en el beneficio de los sulfuros de oro y plata. Conocedor de las nuevas técnicas de amalgamamiento que se estaban desarrollando en Suecia, decidió en compañía de su socio don Pedro de Ugarte enviar a costa propia a Don Clemente Ruiz a Suecia para que aprendiese los nuevos procedimientos metalúrgicos que allí se habían desarrollado.
Manuel Mutis, Hermano de José Celestino, mezcló su actividad minera con la actividad política, y entre 1.770 y 1.772 ocupa en cargo de Alcalde Mayor del Real de Minas de Pamplona, Montuosa, Bucaramanga y Río de Oro. Este hecho es de gran importancia histórica, puesto que el hermano de José Celestino Mutis ocupó un cargo Oficial durante dos años en la Provincia en la cual, poco tiempo después, se presentaría el primer hecho de insurgencia en la Nueva Granada. La Provincia de los Comuneros. 
Después de cuatro años, Mutis consideró que hacia un trabajo inútil y entonces de acuerdo con su socio Don Pedro Ugarte decidió regresar a Santafé en mayo de 1770 sin que ello significara olvidarse de sus intereses mineros. Las minas de Montuosa Baja, absorben aparentemente todo el dinero que había ahorrado Mutis con el ejercicio de la Medicina. Mutis regresa a Santafé, después de rechazar la Gobernación de Girón que le había ofrecido el Virrey Messía de la Cerda. A su regreso a Santafé, Mutis continúa con sus actividades médicas, comerciales y mineras y aún herborizando por donde pasa.

## Minería
Desde tiempos inmemoriales se ha destacado por la explotación de sus yacimientos auroargentiferos que se encuentran en su suelo; antes de la llegada de los españoles, los indios Chitareros, utilizando métodos rudimentarios excavaron las entrañas del suelo en busca del noble metal; los españoles en 1513 subieron por las orillas del Río Surata hasta el Páramo Rico y con el oro allí encontrado le dieron vida y fama a la ciudad de Pamplona y fundaron las Reales de Minas de la Muntuosa Baja, Muntuosa Alta y Vetas de Pamplona.
Durante la independencia de nuestra república y con el visto bueno del libertador Simón Bolívar, la compañía inglesa, Colombian Mining Association, inició sus labores en la Real de Minas de la Muntuosa Baja, montando en 1820 dos molinos de 18 pisones cada uno, el de San Juan para beneficiar oro y el de Santa Catalina para plata; luego en 1901 la compañía francesa, Francia Gold and Silver, inició sus labores con mil obreros y ubicando su factoría en Llano Redondo. En 1945 la compañía brasilera, Anaconda Cooper, intento llevar a cabo una explotación, igual intento realizaron una compañía nipona, una coreana y Coluranio.
En 1994, con la llegada de la compañía canadiense Greystar Sources Ltda, la historia relacionada con la minería se partió en dos inicialmente explotando pequeñas minas, y en los años 2010 intentando sacar adelante un proyecto de explotación a gran escala en el Páramo de Santurbán, donde California tiene parte de este; sin embargo, la resistencia civil de los habitantes del Área Metropolitana de Bucaramanga (principales consumidores del agua proveniente del páramo) han evitado que esto se lleve a cabo, obligando a Greystar a abandonar sus propuestas y proyectos mineros y a salir del país, aunque el proyecto fue retomado posteriormente por la compañía de Emiratos Árabes Unidos Minesa, fracasando también en su intento de explotar el oro del páramo por la razón mencionada.
C.V.S. Explorations y otras empresas estudian la posibilidad de explorar los ricos yacimientos de California.

### Minas destacadas
-La Higuera
-San Celestino
-El Cuatro
-Callejón Blanco
-Mina el seis
-LA Plata
-Cajamarca
-San Antonio
-El Tesorito
-Catalina
-Los Andes
-El Gigante
-La Mascota
-La Bodega
-Las Mercedes
-La Perezosa
-El Silencio
-El diamante
-La Perla
-La Esmeralda
-Veta de Barro
-Cristo Rey
-Los Ñaches
-Buenavista (Peña)
-San Marcos
-San Juan

## Historia
Según los archivos encontrados, California tuvo su inicio en “LA MONTUOSA ALTA”, que era el lugar de residencia de los sacerdotes que tenían a su cargo la administración de los oficios religiosos de esta zona; allí fue fundado, al parecer, el primer caserío en el año de 1820. Así lo registra la primera partida de bautismo expedida en la Baja, lugar al que fue trasladado más tarde el primer caserío, con fecha el 22 de marzo de 1823 del niño José Raimundo Tarazona, ofició dicho sacramento el Sacerdote Fernando Reyes. De esta versión dicen, algunos pobladores, que aún en La Montuosa Alta se pueden observar rastros del templo y casas del antiguo asentamiento.
Revisando la historia, encontramos que el sabio José Celestino Bruno Mutis, pasa un año en la Montuosa Baja; tiempo en el cual se dedica a estudiar la vegetación de esta región. Por eso dijo el Barón Humboolt: “ Fue en la Montuosa Alta donde comenzó su gran obra de la Nueva Granada”. Lo que quiere decir que la flora, fauna y la minería de estos lugares, han tenido desde épocas remotas un sitial de importancia.
La idea de trasladar el pueblo al sitio denominado La Meseta, por ser un lugar sano y plano, con características favorables a la nueva población, suscitó algunas escaramuzas entre los habitantes de la Baja y la Meseta; se dice que en la Meseta solo existían dos casas la de Don Basilio Flórez y Wenceslao Rojas llamada la botica, porque al lado de la casa de habitación había una tienda en donde la gente de los alrededores compraba no solo víveres sino artículos de farmacia.
En 1875 varios propietarios ricos de las cercanías trabajaron para fundar una población y lograr que el Gobierno Civil declarara en aldea a La Meseta y se le hiciera cabecera Municipal. La muerte de algunos de los gestores del proyecto y el trastorno producido por la guerra de 1875 impidieron la realización de esta meta, perdiendo aquel caserío la importancia que hasta ese entonces había alcanzado. El deseo de estas gentes de fundar su propia parroquia no declinó y fue así como en el año 1901, siendo párroco el presbítero Dr. Estanislao Rodríguez se demarcó la población, se hicieron las primeras bases del templo cuyos terrenos fueron donados por el señor Francisco Flórez, por tal motivo se tiene por fundador de California al Dr. Pbro. Estanislao Rodríguez, sin embargo, algunos afirman que el verdadero fundador fue el padre Trillos, impulsor del traslado del pueblo al sitio actual.
El acta de fundación de California, es el primer documento de tipo oficial que colocó fin a la controversia entre Bajeños y Mesetistas. Se transcribe a continuación:

“Número 212
Diócesis de S. Pedro A. De N. Pamplona
Gobierno Eclesiástico
Pamplona, junio 28 de 1905
Venerable Señor
Cura Párroco
Señores :
Joaquín Jaime, Santiago Gélvez, Leonardo Gélvez
La Baja
Transcribo a Ustedes
Hno. Ecco. Pamplona 28 de 1905
Nos hemos impuesto en el memorial de fecha 19 del mes que termina, que nos han dirigido unos pocos vecinos de la Baja, lamentándose por la traslación de la población al punto denominado La Meseta sin fijarse que el territorio de la Baja comprende toda la extensión de la parroquia de este nombre y no debe creerse que la parroquia de La Baja la constituyo ese pedazo de terreno estrecho, donde ha estado el templo y en donde además de ser enfermizo no hay donde edificar, ni alojamiento para los peregrinos que visitan el santuario. La parroquia no es propiedad de las compañías mineras, ni los vecinos tienen derecho a oponerse a las disposiciones episcopales, sino de acatar y obedecer la autoridad para no incurrir en un gran castigo, tienen el deber de cooperar para la construcción del nuevo templo y demás como Casa Cural y cementerio; en donde se tribute culto a la divina majestad y al santo patrono con más solemnidad; lo que hemos ordenado nadie podrá impedirlo, sin atentar contra la autoridad de la iglesia, los vecinos que han venido haciendo una oposición sorda, no saben lo que hacen, ni tienen interés por su propio pueblo, sino por su propia comunidad, el santo y los enseres del templo, no saldrán fuera del territorio de la parroquia, ni se derribara el templo, ni la casa de los párrocos que ha existido, sino que se conservará hasta que arreglado el nuevo templo, el Prelado dictará lo que debe hacerse con esos edificios, entre tanto conviene que todos los habitantes de la parroquia vivan unidos como verdaderos hermanos en nuestro señor Jesucristo y trabajen por el progreso moral y religioso y la prosperidad general; transcríbase a los firmantes y al Señor Cura y al Obispo.
Dios Guarde a ustedes,

Joaquín Jaimes C. Pbro.

El 13 de junio de 1906 con gran pesar los Bajeños observaron el traslado de la imagen de San Antonio del sitio La Baja a la Meseta y se celebró la primera fiesta de San Antonio en la nueva población que habría de seguir llamándose San Antonio de California. Pocos días después fueron derribados el templo y la casa Cural de La Baja, con el pretexto de que aquellos materiales serían utilizados en la edificación del templo y la casa Cural de San Antonio. Se dice que fue indescriptible el dolor de los Bajeños al ver destruir la modesta Iglesia en donde por tantos años habían rendido ferviente culto a su Santo Patrono. El último matrimonio celebrado en La Baja fue el de los Señores Julián Rangel e Isabel Jácome.
El Pbro. Dr. Luis María Figueroa, llegó a California el 11 de diciembre de 1919 y tomó posesión del curato, era gran impulsor de los intereses espirituales y materiales de este Municipio, Instaló de nuevo la oficina telegráfica que había sido suprimida por muchos años, fue el fundador de la PRIMERA BANDA MUNICIPAL, bajo la dirección del Señor JOSE ANTONIO VILLALOBOS.

## Demografía

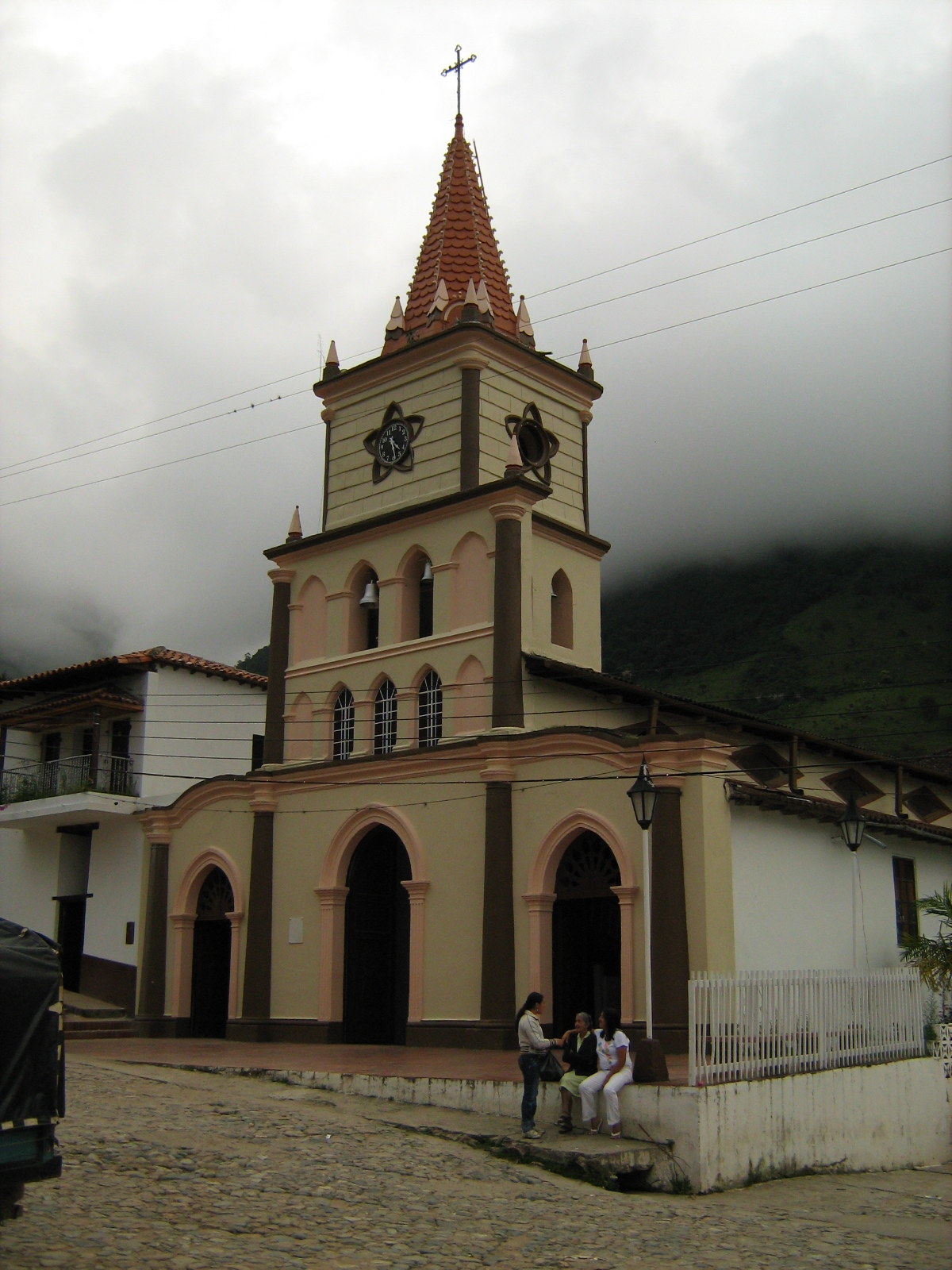
Iglesia de California.

El pueblo contaba con 1.531 habitantes en el año 2003, de los cuales 558 vivían en la zona urbana de la localidad, y 976 en zona rural. Los campesinos utilizan la explotación minera extrayendo oro como fuente principal de ingresos económicos (mayoritariamente por las empresas canadienses CVS y GreyStar), también algunos pero muy pocos se dedican al cultivo del maíz, la alverja, la papa y el fríjol. oro. En el pueblo hay presentes 4 establecimientos educativos entre ellos, un colegio de bachillerato llamado San Antonio (que brinda educación hasta 11° grado con especialidad técnica en diseño de joyas y microfundición) y 3 escuelas primarias repartidas en sus diferentes veredas y casco urbano. Hay dos centros de salud en el pueblo, la IPS SAN ANTONIO ubicado en el casco urbano y un centro de atención básica ubicado en la vereda Angostura, cuenta a nivel cultural con la escuela de música "Antonio José Arias" que tiene como zona de prácticas la casa de la Cultura en donde también funciona la estación de radio municipal y la biblioteca pública municipal.

## Turismo

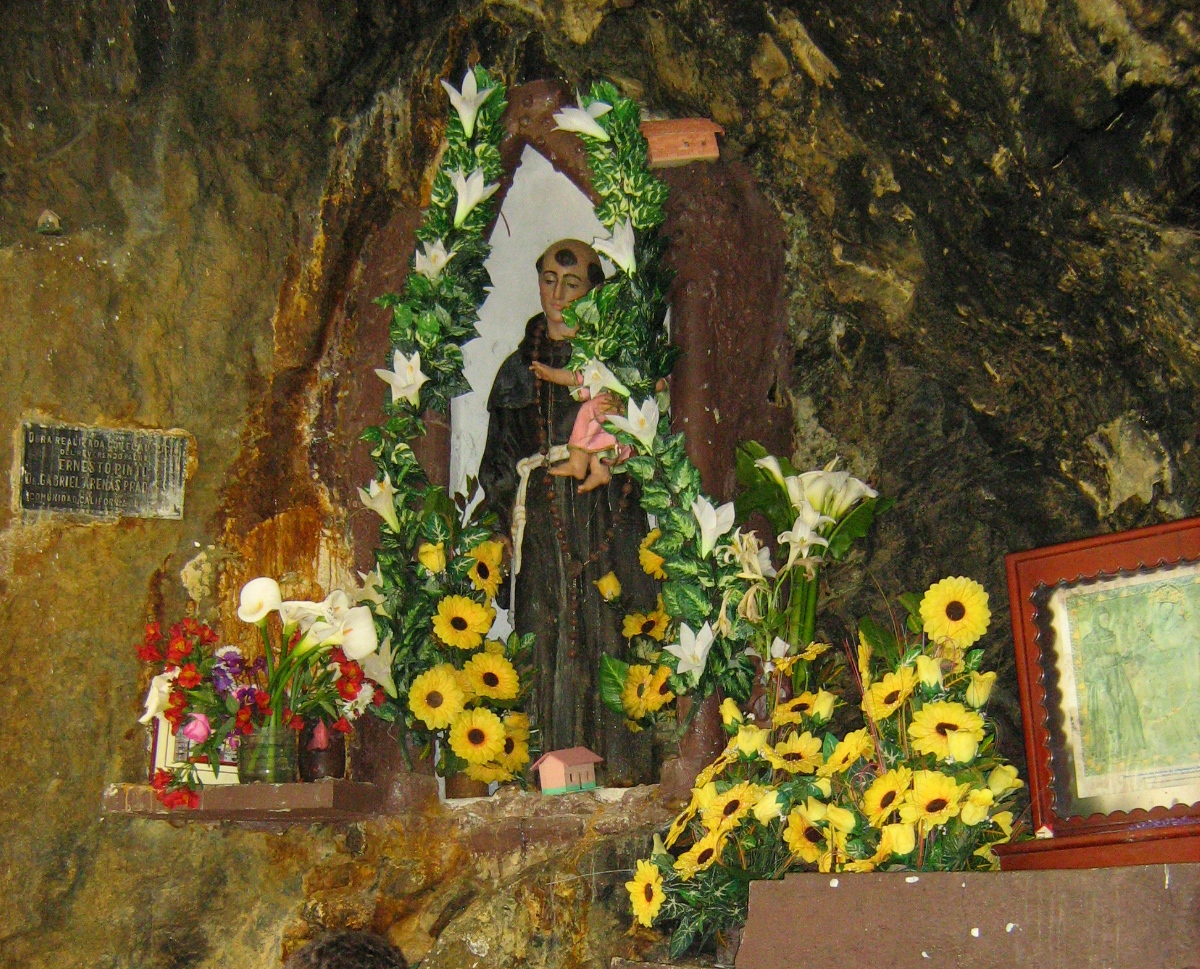
Santuario de San Antonio.

El municipio cuenta con sitios de esparcimiento considerados joyas turísticas en la región, como las lagunas de Páez, Pico, Quelpa y Toro,la caída de agua el Chorreón, la zona minera, el santuario de San Antonio (localizado en la Vereda la Baja), el Monumento del Perpetuo Socorro (Mirador del casco Urbano), el puente El Molino, la vereda cerrillos, el páramo y todo el recorrido ecoturístico que se puede realizar alrededor del casco rural y urbano debido a su diversidad en flores como la orquídea. Los platos típicos incluyen el cabro, el sancocho de pollo y la trucha arcoíris, además de bebidas como el guarapo, el sabajón y la chicha.
Durante el mes de junio se llevan a cabo en el pueblo las fiestas patronales de San Antonio de Padua, que los pobladores celebran con exposiciones ganaderas y mineras.